# Grand Prix de Lugano 2016
La 70e édition du Grand Prix de Lugano a eu lieu le 28 février 2016. La course fait partie du calendrier UCI Europe Tour 2016 en catégorie 1.HC.
L'épreuve a été remportée par l'Italien Sonny Colbrelli (Bardiani CSF) qui s'impose lors d'un sprint à cinq coureurs devant ses deux compatriotes, tous les deux membres de la même équipe, Diego Ulissi et Roberto Ferrari (Lampre-Merida).

## Présentation

### Équipes
Classé en catégorie 1.HC de l'UCI Europe Tour, le Grand Prix de Lugano est par conséquent ouvert aux WorldTeams dans la limite de 70 % des équipes participantes, aux équipes continentales professionnelles, aux équipes continentales suisses, aux équipes continentales étrangères dans la limite de deux, et à une équipe nationale suisse.
Quinze équipes participent à ce Grand Prix de Lugano - trois WorldTeams, huit équipes continentales professionnelles et quatre équipes continentales :
| UCI WorldTeams  | UCI WorldTeams | UCI WorldTeams |
| Nom de l'équipe | Pays           | Code           |
| --------------- | -------------- | -------------- |
| Dimension Data  | Afrique du Sud | DDD            |
| IAM             | Suisse         | IAM            |
| Lampre-Merida   | Italie         | LAM            |

| Équipes continentales professionnelles | Équipes continentales professionnelles | Équipes continentales professionnelles |
| Nom de l'équipe                        | Pays                                   | Code                                   |
| -------------------------------------- | -------------------------------------- | -------------------------------------- |
| Androni Giocattoli-Sidermec            | Italie                                 | AND                                    |
| Bardiani CSF                           | Italie                                 | BAR                                    |
| Gazprom-RusVelo                        | Russie                                 | GAZ                                    |
| Nippo-Vini Fantini                     | Italie                                 | NIP                                    |
| Novo Nordisk                           | États-Unis                             | TNN                                    |
| Roth                                   | Suisse                                 | ROT                                    |
| Stölting Service Group                 | Allemagne                              | SSG                                    |
| Verva ActiveJet                        | Pologne                                | VAT                                    |

| Équipes continentales  | Équipes continentales | Équipes continentales |
| Nom de l'équipe        | Pays                  | Code                  |
| ---------------------- | --------------------- | --------------------- |
| Amore & Vita-Selle SMP | Ukraine               | AMO                   |
| Christina Jewelry      | Allemagne             | SGT                   |
| D'Amico Bottecchia     | Italie                | AZT                   |
| Unieuro Wilier         | Italie                | UNI                   |

## Classements

### Classement final
| Classement final | Classement final    | Classement final | Classement final   | Classement final |
|                  | Coureur             | Pays             | Équipe             | Temps            |
| ---------------- | ------------------- | ---------------- | ------------------ | ---------------- |
| 1er              | Sonny Colbrelli     | Italie           | Bardiani CSF       | en 5 h 2 min 7 s |
| 2e               | Diego Ulissi        | Italie           | Lampre-Merida      | + 0 s            |
| 3e               | Roberto Ferrari     | Italie           | Lampre-Merida      | + 0 s            |
| 4e               | Andrey Solomennikov | Russie           | Gazprom-RusVelo    | + 0 s            |
| 5e               | Jarlinson Pantano   | Colombie         | IAM                | + 0 s            |
| 6e               | Damiano Cunego      | Italie           | Nippo-Vini Fantini | + 4 s            |
| 7e               | Omar Fraile         | Espagne          | Dimension Data     | + 7 s            |
| 8e               | Simone Andreetta    | Italie           | Bardiani CSF       | + 38 s           |
| 9e               | Igor Antón          | Espagne          | Dimension Data     | + 38 s           |
| 10e              | Roman Maikin        | Russie           | Gazprom-RusVelo    | + 1 min 2 s      |
| modifier         |                     |                  |                    |                  |

### UCI Europe Tour
Ce Grand Prix de Lugano attribue des points pour l'UCI Europe Tour 2016, par équipes seulement aux coureurs des équipes continentales professionnelles et continentales, individuellement à tous les coureurs sauf ceux faisant partie d'une équipe ayant un label WorldTeam.
| Position           | 1er | 2e  | 3e  | 4e  | 5e | 6e | 7e | 8e | 9e | 10e | 11e | 12e | 13e | 14e | 15e | 16e à 30e | 31e à 40e |
| Classement général | 200 | 150 | 125 | 100 | 85 | 70 | 60 | 50 | 40 | 35  | 30  | 25  | 20  | 15  | 10  | 5         | 3         |

## Liste des participants
- Liste de départ complète

| Légende | Légende                                                                    | Légende | Légende                                                    |
| ------- | -------------------------------------------------------------------------- | ------- | ---------------------------------------------------------- |
| Num     | Dossard de départ porté par le coureur sur ce Grand Prix de Lugano         | Pos     | Position à l'arrivée de la course                          |
|         | Indique un maillot de champion national ou mondial, suivi de sa spécialité | NP      | Indique un coureur qui n'a pas pris le départ de la course |
| AB      | Indique un coureur qui n'a pas terminé la course                           | HD      | Indique un coureur qui a terminé la course hors des délais |